# Kim Bùi
Kim Bùi hay Bùi Kim (sinh ngày 20 tháng 1 năm 1989) là một vận động viên thể dục dụng cụ Người Đức gốc Việt.

## Sự nghiệp
Bùi Kim sinh năm 1989 tại Tübingen. Cô có mẹ là người Việt và bố là Người Lào.
Ngày 24 tháng 8 năm 2014, tại Giải vô địch thể dục dụng cụ Đức ở diễn Stuttgart, cô đã giành danh hiệu vô địch toàn năng với 56,55 điểm. 
Ngoài ra, Bùi Kim còn giành được Huy chương vàng thể dục tự do, Huy chương bạc xà lệch và Huy chương đồng môn nhảy chống.